# Avatar (film din 2004)
Avatar cunoscut și ca Matrix Hunter (numele de pe DVD în Japonia și de pe casetele video în Statele Unite), Avatar Exile (numele din timpul producției), Cyber Wars (numele de pe DVD în Statele Unite) este un film științifico-fantastic din 2004 realizat în Singapore în regia lui Kuo Jian Hong, în rolurile principale: Genevieve O'Reilly, Joan Chen, David Warner, Luoyong Wang și William Sanderson.

## Premiera
Filmul a apărut pe micile ecrane prima dată în Rusia pe 15 septembrie 2004, în Singapore pe 7 martie 2005 în cinematografe, iar în Statele Unite la 11 aprilie 2006 pe DVD. Filmul a fost prezentat și publicului din Australia.

## Povestea
Într-un viitor apropiat fictiv, aproape toată lumea este identificată printr-un microcip implantat și conectat la cybernet. Infractorii utilizează cipuri false, cunoscute sub numele de "SIMs" (Simulated Identity iMplants - implanturi simulate de identitate). O vânătoare de recompense este în căutarea unui om care a cumpărat un SIM. Ea descoperă un joc de manipulare a societății realizat de liderii a cinci corporații gigant.